# Бэй, Дэвид
Дэвид Бэй (англ. David Bey; 11 марта 1957, Филадельфия — 13 сентября 2017, Камден) — американский боксёр-профессионал, выступавший в тяжёлой весовой категории.

## Профессиональная карьера
Дэвид Бэй считался[кем?] одним из самых известных джорнименов 1980-х годов.

## Победы
Первое время Бэй возлагал огромные надежды и основные свои поединки выигрывал.
Дебютировал в ноябре 1981 года в бою с Джеймсом Бастером Дагласом, которого нокаутировал во 2 раунде.
В ноябре 1982 года победил техническим нокаутом в 4 раунде Джорджа Чаплина.
В августе 1984 года победил Грега Пейджа единогласным решением судей.
В сентябре 1991 года свёл вничью бой с Дэвидом Джако.
В сентябре 1994 года победил техническим нокаутом Дэвида Джако в 8 раунде.

## Поражения
Бэй проигрывал таким известным боксёрам как:
- Ларри Холмс (нокаутом)
- Тревор Бербик (нокаутом)
- Джеймс Смит (по очкам)
- Джо Багнер (по очкам)
- Тайрелл Биггс (нокаутом)
- Джонни Дю Плуй (нокаутом)
- Брюс Селдон (нокаутом)
- Джо Хипп (нокаутом)
- Дерек Уильямс (нокаутом)
- Терри Дэвис (по очкам)
- Желько Маврович (нокаутом)